# Крижень флоридський
Крижень флоридський (Anas fulvigula) — вид водоплавних птахів родини качкових (Anatidae). Поширений у Північній Америці.

## Поширення
Існує дві популяції флоридських качок. Одна популяція, яку іноді вважають підвидом Anas fulvigula maculosa, живе на узбережжі Мексиканської затоки між Алабамою (США) та Тамауліпасом (Мексика). Поза сезоном розмноження окремі качки цієї популяції мігрують далі на південь і досягають Веракруса. Друга популяція, класифікована в деяких видах літератури як номінальна форма Anas fulvigula fulvigula, проживає у Флориді, які час від часу мігрують на північ до штату Джорджія. Ця популяція має найвищу щільність поширення на озері Окічобі.
Населяє як прісні, так і солонуваті води: ставки, водно-болотні угіддя, великі водопої для великої рогатої худоби, затоплені поля та райони вирощування рису.

## Опис
Флоридський крижень не виявляє статевого диморфізму і дуже нагадує самицю крижня звичайного. Довжина тіла дорослих качок становить 55 сантиметрів. Вони трохи менші за крижнів звичайних і темніші за них. Голова монохромна, на хвості білого кольору немає. Оперення тіла темно-коричневого кольору. Пір'я має відносно широку світло-коричневу облямівку, що надає качці лускатого вигляду. Щоки і горло світло-коричневі. У деяких особин вони дрібно штриховані, у інших цей штриховий малюнок відсутній. Дзеркало зелено-блакитне і у більшості особин не має білої облямівки. Дзьоб яскраво-жовтий з помітним чорним нігтем на дзьобі. Ноги помаранчеві, очі карі. Сезонний диморфізм відсутній.